# Classe Kaiser (couraçados)
A Classe Kaiser foi uma classe de couraçados operada pela Marinha Imperial Alemã no início do século XX, composta pelo SMS Kaiser, SMS Friedrich der Grosse, SMS Kaiserin, SMS Prinzregent Luitpold e SMS König Albert. Suas construções começaram em 1909 e 1910 no Estaleiro Imperial de Kiel, AG Vulcan, Howaldtswerke Werft, Germaniawerft e Schichau-Werke. Foram lançados ao mar em 1911 e 1912 e comissionados na frota alemã em 1912 e 1913. O projeto da Classe Kaiser algumas mudanças em relação à suas predecessoras, incluindo um novo arranjo da bateria principal e um sistema de propulsão composto por turbinas a vapor, a primeira vez para couraçados alemães.
Os cinco couraçados da Classe Kaiser eram armados com uma bateria principal composta por dez canhões de 305 milímetros montados em cinco torres de artilharia duplas. Tinham um comprimento de fora a fora de 172 metros, uma boca de 29 metros, um [calado]] de nove metros e um deslocamento carregado de 27 mil toneladas. Seus sistemas de propulsão eram compostos por dezesseis caldeiras a carvão que alimentavam três conjuntos de turbinas a vapor, que por sua vez giravam três hélices até uma velocidade máxima de 21 nós (39 quilômetros por hora). Os navios também eram protegidos por um cinturão principal de blindagem que tinha entre 120 e 350 milímetros de espessura.
Os navios tiveram carreiras tranquilas em tempos de paz que consistiram principalmente em exercícios e cruzeiros de treinamento. Os cinco atuaram na Frota de Alto-Mar na Primeira Guerra Mundial, participando de operações no Mar do Norte e Mar Báltico. Todos menos o König Albert estiveram presentes na Batalha da Jutlândia em 1916, enquanto no ano seguinte participaram da Operação Albion. A Alemanha foi derrotada em 1918 e as embarcações foram internadas na base britânica de Scapa Flow, onde permaneceram até 21 de junho de 1919, quando foram deliberadamente afundadas para que não fossem tomadas. Os destroços foram reflutuados e desmontados entre 1929 e 1937.